# Tycherus stipator
Tycherus stipator är en stekelart som först beskrevs av Wesmael 1855.  Tycherus stipator ingår i släktet Tycherus och familjen brokparasitsteklar. Arten är reproducerande i Sverige. Inga underarter finns listade i Catalogue of Life.